# Microcorynus scitulus
Microcorynus scitulus is een kever uit de familie bladrolkevers (Attelabidae). De wetenschappelijke naam van de soort werd in 1859 gepubliceerd door Francis Walker.